# Eurovision Song Contest 1960
Der 5. Eurovision Song Contest fand am 29. März 1960 in der Royal Festival Hall in London statt, da das Vorjahressiegerland Niederlande den Wettbewerb nicht erneut ausrichten wollte. Moderatorin war Katie Boyle, die den Wettbewerb bis 1974 viermal präsentierte.

## Teilnehmer

Teilnehmende Länder

Beim fünften Eurovision Song Contest gab es mit 13 Ländern einen neuen Teilnehmerrekord. Nach Dänemark und Schweden nahm Norwegen, als drittes skandinavisches Land, zum ersten Mal teil. Luxemburg kehrte nach einjähriger Pause zurück.

### Wiederkehrende Interpreten
| Land    | Interpret      | Vorherige(s) Teilnahmejahr(e) |
| ------- | -------------- | ----------------------------- |
| Belgien | Fud Leclerc    | 1956 • 1958                   |
| Schweiz | Anita Traversi | Begleitung: 1956 und 1956     |

### Dirigenten
Jedes Lied wurde mit Live-Musik begleitet – folgende Dirigenten leiteten das Orchester bei dem/den jeweiligen Land/Ländern:
- Vereinigtes Königreich – Eric Robinson a
- Schweden – Thore Ehrling
- Luxemburg – Eric Robinson a
- Dänemark – Kai Mortensen
- Belgien – Henri Segers
- Norwegen – Øivind Bergh
- Österreich – Robert Stolz b
- Monaco – Raymond Lefèvre
- Schweiz – Cédric Dumont
- Niederlande – Dolf van der Linden
- BR Deutschland – Franz Josef Breuer b
- Italien – Cinico Angelini
- Frankreich – Franck Pourcel

## Abstimmungsverfahren
Das Abstimmungsverfahren blieb unverändert. Wieder saßen in den einzelnen Ländern jeweils zehn Jurymitglieder, die jeweils eine Stimme an ein Lied vergeben durften. Die Ergebnisse wurden telefonisch und öffentlich übermittelt.

## Platzierungen
| Platz | Startnr. | Land                   | Interpret        | Lied Musik (M) und Text (T)                                           | Sprache        | Übersetzung (Inoffiziell)      | Punkte |
| ----- | -------- | ---------------------- | ---------------- | --------------------------------------------------------------------- | -------------- | ------------------------------ | ------ |
| 01.   | 13       | Frankreich             | Jacqueline Boyer | Tom Pillibi M: André Popp; T: Pierre Cour                             | Französisch    | –                              | 32     |
| 02.   | 01       | Vereinigtes Königreich | Bryan Johnson    | Looking High, High, High M/T: John Watson                             | Englisch       | Hoch-, hoch-, hochsehen        | 25     |
| 03.   | 08       | Monaco                 | François Deguelt | Ce soir-là M: Hubert Giraud; T: Pierre Dorsey                         | Französisch    | Jener Abend                    | 15     |
| 04.   | 06       | Norwegen               | Nora Brockstedt  | Voi voi M/T: Georg Elgaaen                                            | Norwegisch     | –                              | 11     |
| 04.   | 11       | BR Deutschland         | Wyn Hoop         | Bonne nuit ma chérie M: Franz Josef Breuer; T: Kurt Schwabach         | Deutsch c      | Gute Nacht, mein Liebling      | 11     |
| 06.   | 05       | Belgien                | Fud Leclerc      | Mon amour pour toi M: Jack Say; T: Robert Montal                      | Französisch    | Meine Liebe für dich           | 09     |
| 07.   | 07       | Österreich             | Harry Winter     | Du hast mich so fasziniert M: Robert Stolz; T: Robert Gilbert         | Deutsch        | –                              | 06     |
| 08.   | 09       | Schweiz                | Anita Traversi   | Cielo e terra M/T: Mario Robbiani                                     | Italienisch    | Himmel und Erde                | 05     |
| 08.   | 12       | Italien                | Renato Rascel    | Romantica M: Dino Verde; T: Renato Rascel                             | Italienisch    | Romantisch                     | 05     |
| 10.   | 02       | Schweden               | Siw Malmkvist    | Alla andra får varann M: Bobbie Ericsson; T: Bo Eneby                 | Schwedisch     | Alle anderen bekommen einander | 04     |
| 10.   | 04       | Dänemark               | Katy Bødtger     | Det var en yndig tid M: Vilfred Kjær; T: Sven Buemann                 | Dänisch        | Es war eine entzückende Zeit   | 04     |
| 12.   | 10       | Niederlande            | Rudi Carrell     | Wat een geluk M: Dick Schallies; T: Willy van Hemert                  | Niederländisch | Was für ein Glück              | 02     |
| 13.   | 03       | Luxemburg              | Camillo Felgen   | So laang we’s du do bast M: Henri Moots, Jean Roderes; T: Henri Moots | Luxemburgisch  | So lange, wie du da bist       | 01     |

## Punktevergabe
| Land | Abstimmungsergebnisse | Abstimmungsergebnisse | Abstimmungsergebnisse | Abstimmungsergebnisse | Abstimmungsergebnisse | Abstimmungsergebnisse | Abstimmungsergebnisse | Abstimmungsergebnisse | Abstimmungsergebnisse | Abstimmungsergebnisse | Abstimmungsergebnisse | Abstimmungsergebnisse | Abstimmungsergebnisse | Abstimmungsergebnisse | Abstimmungsergebnisse |
| Land | Punkte                | FR                    | IT                    | DE                    | NL                    | CH                    | MC                    | AT                    | NO                    | BE                    | DK                    | LU                    | SE                    | UK                    | Votings               |
| --- | --------------------- | --------------------- | --------------------- | --------------------- | --------------------- | --------------------- | --------------------- | --------------------- | --------------------- | --------------------- | --------------------- | --------------------- | --------------------- | --------------------- | --------------------- |
| Vereinigtes Königreich                                                                                                 | 25                    | –                     | 2                     | 1                     | 5                     | 4                     | 1                     | 3                     | 2                     | 1                     | –                     | 5                     | 1                     |                       | 10                    |
| Schweden | 04                    | 2                     | 1                     | –                     | 1                     | –                     | –                     | –                     | –                     | –                     | –                     | –                     |                       | –                     | 03                    |
| Luxemburg | 01                    | –                     | 1                     | –                     | –                     | –                     | –                     | –                     | –                     | –                     | –                     |                       | –                     | –                     | 01                    |
| Dänemark | 04                    | –                     | –                     | –                     | –                     | –                     | –                     | –                     | 2                     | –                     |                       | 1                     | –                     | 1                     | 03                    |
| Belgien | 09                    | –                     | 3                     | 1                     | –                     | –                     | –                     | 1                     | –                     |                       | –                     | –                     | 4                     | –                     | 04                    |
| Norwegen | 11                    | 1                     | –                     | –                     | 1                     | 4                     | –                     | 1                     |                       | 1                     | 2                     | –                     | –                     | 1                     | 07                    |
| Österreich | 06                    | –                     | 1                     | –                     | –                     | –                     | –                     |                       | –                     | 1                     | 2                     | –                     | –                     | 2                     | 04                    |
| Monaco | 15                    | 3                     | –                     | 7                     | –                     | 1                     |                       | –                     | –                     | –                     | 2                     | 1                     | –                     | 1                     | 06                    |
| Schweiz | 05                    | –                     | 1                     | –                     | –                     |                       | –                     | 2                     | 1                     | –                     | –                     | 1                     | –                     | –                     | 04                    |
| Niederlande | 02                    | –                     | 1                     | –                     |                       | –                     | –                     | –                     | –                     | 1                     | –                     | –                     | –                     | –                     | 02                    |
| Deutschland | 11                    | 4                     | –                     |                       | –                     | –                     | 2                     | 2                     | –                     | 2                     | –                     | –                     | 1                     | –                     | 05                    |
| Italien | 05                    | –                     |                       | –                     | 1                     | –                     | 2                     | –                     | –                     | 1                     | –                     | 1                     | –                     | –                     | 04                    |
| Frankreich | 32                    |                       | –                     | 1                     | 2                     | 1                     | 5                     | 1                     | 5                     | 3                     | 4                     | 1                     | 4                     | 5                     | 11                    |
| Die Tabelle ist senkrecht nach der Auftrittsreihenfolge geordnet, waagerecht nach der chronologischen Punkteverlesung. |                       |                       |                       |                       |                       |                       |                       |                       |                       |                       |                       |                       |                       |                       |                       |

## Sonstiges
- Erstmals konnten die Jurys die Lieder vor dem Wettbewerb hören.
- Frankreich: Jacqueline Boyer gewann den Wettbewerb mit einem Lied über Tom Pillibi, der behauptet, Schlösser in Schottland und Montenegro zu besitzen.